# Maurienne
Maurienne je vnitroalpské údolí a přírodní region ve Francii, který se nachází v departementu Savojsko v regionu Auvergne-Rhône-Alpes. Je dlouhé 125 km a protéká jím řeka Arc. Odpovídá jedné ze šesti historických savojských provincií, která bylo nejprve pohanským hrabstvím (pagus Maurianensis), poté hrabstvím Maurienne začleněným do savojského hrabství, než se stala jednou ze správních provincií (v letech 1723–1860) savojského vévodství.

## Poloha
Maurienne je jedním z největších příčných údolí v Alpách, je dlouhé přes 120 kilometrů a bylo vytvořeno řekou Arc, která pramení pod štítem Levanna, který se tyčí nad osadou l'Écot (místní části obce Bonneval-sur-Arc) na úpatí průsmyku Col de l'Iseran. Arc nejdříve teče ve směru severovýchod-jihozápad do Modane a poté klesá na severozápad do Aitonu, kde se obloukem vlévá do řeky Isère v údolí Combe de Savoie u Pont Royal.

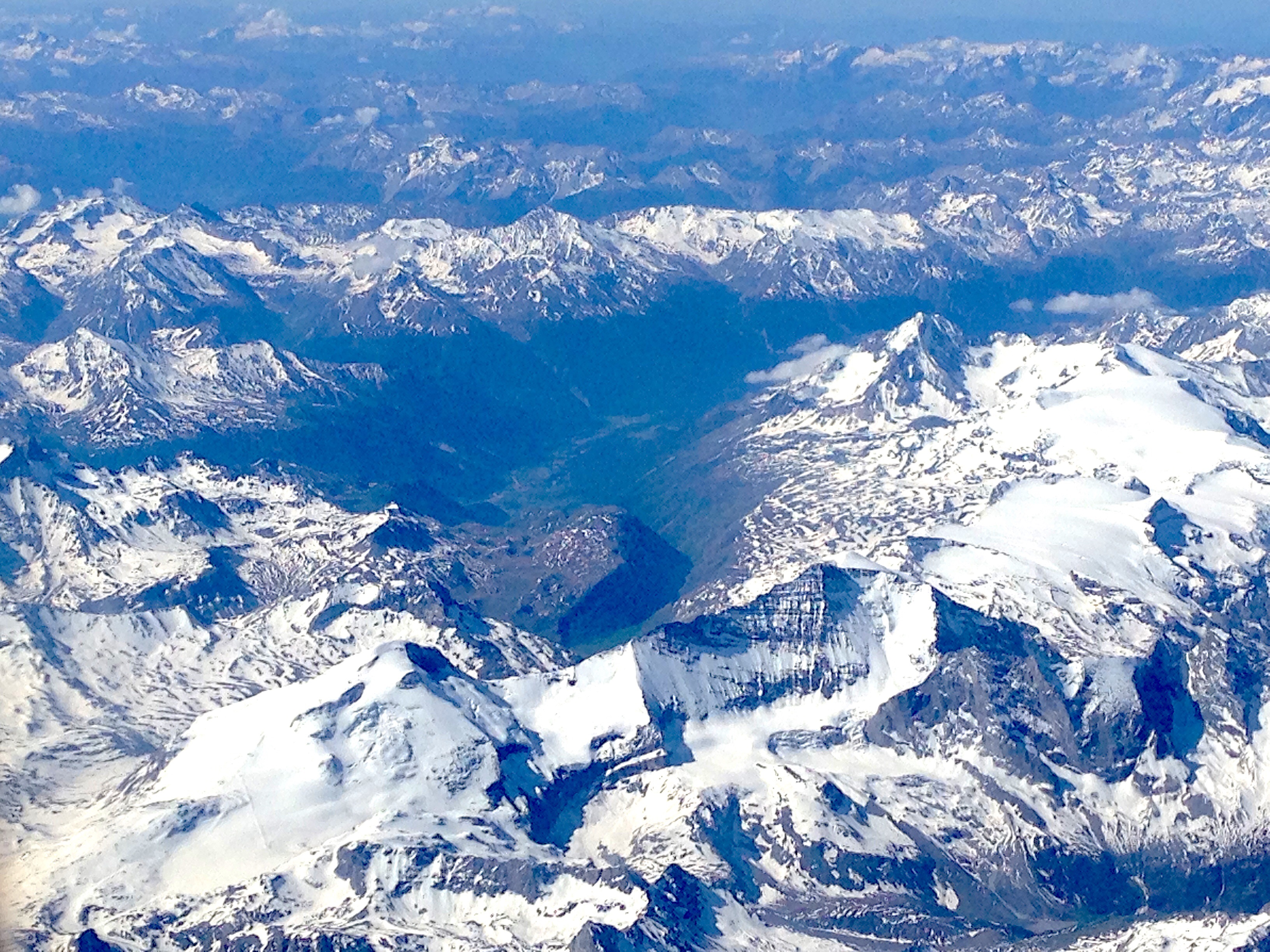
Letecký pohled na údolí Maurienne mezi masivy a ledovci Vanoise a Mont-Cenis.

Část údolí je součástí národního parku Vanoise, který navazuje na italský národní park Gran Paradiso.